# Куттайнен
Куттайнен (швед. Kuttainen, северносаам. Guhttás) — населённый пункт на севере Швеции. Расположен в коммуне Кируна лена Норрботтен, на берегу пограничной с Финляндией реки Муониоэльвен. Находится в нескольких км к юго-востоку от населённого пункта Каресуандо и в примерно в 20 км к северу от северного полярного круга. Имеется школа, АЗС, магазин ICA и фабрика деликатесов.

## Население
Население по данным на 2010 год составляет 333 человека.
| Год  | Население |
| ---- | --------- |
| 1970 | 270       |
| 1975 | 259       |
| 1980 | 290       |
| 1990 | 370       |
| 1995 | 396       |
| 2000 | 343       |
| 2005 | 364       |
| 2010 | 333       |

Источник: